# 常连安
常连安（1899年—1966年），本名常安，男，满族，北京人，中国相声表演艺术家，“常氏相声世家”开创者，启明茶社创立者。

## 家庭
子常宝堃、常宝霖、常宝霆、常宝华、常宝庆、常宝丰。